# クイズの王様 (フジテレビ)
『クイズの王様』（クイズのおうさま）は、1972年2月19日から1974年2月9日までフジテレビ系列局で放送されていたフジテレビ制作のクイズ番組である。正式名称は『ナショナルファミリークイズ クイズの王様』。松下電器産業（現・パナソニック）の一社提供。放送時間は毎週土曜 21:00 - 21:30 （日本標準時） 。

## 概要
前番組『ナショナル プライスクイズ ズバリ!当てましょう』と同様に、毎回一般からの参加者ペア×4組がクイズに挑戦していた。
クイズの内訳は、前番組から引き継いだ「プライスクイズ」を筆頭に、「パネルクイズ」「シルエットクイズ」「もの知りクイズ」「メモリークイズ」の計5種類からなっていた。クイズはインタビューやゲストの歌、さらにはコントレギュラーのザ・ドリフターズおよびハナ肇とクレージーキャッツ（それぞれ隔週出演）のコントの中から出されていた。最終的に一番点数を稼いだチームには「クイズの王様」の称号が与えられ、スポンサーの松下電器から30万円相当の電化製品が贈られた。
番組タイトルは、1950年代後半にニッポン放送で放送されていた同名番組のタイトルを流用したものである。こちらも松下電器の一社提供番組であり、内容は大きく異なるが、優勝者には同社製品が贈られていた点は同じである。
後期は芸能人対抗が主流になり、末期には8名の芸能人が「紅組」「白組」に分かれて対戦する様になった。

## 出演者

### 司会
- 石坂浩二

### アシスタント
- 望月真理子
- アーリン（途中で降板）

### コントレギュラー
- ザ・ドリフターズ
- ハナ肇とクレージーキャッツ

## 備考
司会の石坂浩二は、その後も同じく松下電器提供の『動物家族』でナレーションを担当し、『ズバリ!当てましょう』（第2期）でも末期に司会を務めていた。コントレギュラーのハナ肇も、『プロ・アマ対抗 ズバリ!当てましょう』（第2期の後期）でプロチームのキャプテンを務めていた。
北海道地区では、北海道文化放送が開局した後も、スポンサーや中継局整備などの関係上札幌テレビ放送の日曜12:15 - 12:45枠での放送が1972年12月まで継続され、1973年1月から北海道文化放送での同時ネットに移行した（出典：『北海道新聞』1972年12月31日、テレビ欄、1973年1月6日、北海道文化放送出稿広告）。
後年のフジテレビ回顧特番では『ズバリ』の様に取り上げる事は少なく、2019年4月6日放送の『名曲お宝音楽祭』で、最終回1回前の1974年2月2日放送分（紅白対抗時代）で、ゲスト歌手・森進一が『襟裳岬』を歌った場面が放送された程度である。

## 放送局
特記の無い限り全て放送時間は 土曜 21:00 - 21:30、同時ネット。
- フジテレビ
- 札幌テレビ：日曜 12:15 - 12:45 （1972年2月 - 同年12月）
→ 北海道文化放送 （1973年1月から）[1]
- 青森放送：日曜 12:15 - 12:45[2]
- 岩手放送：日曜 12:15 - 12:45[2]
- 仙台放送[3]
- 秋田テレビ[4]
- 山形テレビ[5]
- 福島テレビ：日曜 12:15 - 12:45[3]
- 山梨放送：日曜 12:15 - 12:45[6]
- 新潟放送：日曜 11:30 - 12:00[注釈 1]
- 長野放送[8]
- テレビ静岡[6]
- 富山テレビ[9]
- 石川テレビ[9]
- 福井テレビ[10]
- 東海テレビ[11]
- 関西テレビ[12]
- 山陰中央テレビ[13]
- テレビ岡山：日曜 12:15 - 12:45[14]
- 広島テレビ：日曜 12:15 - 12:45[14]
- 山口放送：日曜 12:15 - 12:45[15]
- 四国放送：日曜 12:15 - 12:45[16]
- テレビ愛媛[15]
- 高知放送：日曜 12:15 - 12:45[15]
- テレビ西日本[17]
- サガテレビ[17]
- テレビ長崎[17]
- テレビ熊本[17]
- 大分放送：日曜 11:30 - 12:00[15]
- テレビ宮崎[18]
- 南日本放送：日曜 12:15 - 12:45[18]
- 沖縄テレビ[19]